# Ікром Алібаєв
Ікром Алібаєв (узб. Ikrom Aliboyev; 9 січня 1994, Ташкент) — узбецький футболіст, півзахисник південнокорейського клубу «Сеул» і національної збірної Узбекистану.

## Клубна кар'єра
Грав за молодіжну команду столичного клубу «Локомотив», з 2016 року став залучатися в основну команду «залізничників», незабаром став одним з основних гравців команди.
13 грудня 2018 року було оголошено про трансфер Алібаєва в південнокорейський клуб «Сеул». Контракт з гравцем розрахований до 2021 року.

## Виступи за збірну
Зіграв у трьох матчах за юнацьку збірну Узбекистану (до 17 років), також провів шість матчів за молодіжну збірну Узбекистану (до 23 років).
11 липня 2015 року дебютував за національну збірну Узбекистану в товариському матчі проти Ірану. У складі збірної був учасником Кубка Азії 2019 року в ОАЕ.

## Титули і досягнення
- Чемпіон Узбекистану (3):

«Локомотив» (Ташкент): 2016, 2017, 2018
- Володар Кубка Узбекистану (3):

«Локомотив» (Ташкент): 2014, 2016, 2017
- Володар Суперкубка Узбекистану (2):

«Локомотив» (Ташкент): 2015
«Пахтакор»: 2022